# So So Def Recordings
So So Def Recordings — американський звукозаписний лейбл, що базується в Атланті, штат Джорджія, США, і належить продюсеру Жермену Дюпрі, що спеціалізується на південному хіп-хопі, R&B і бас-музиці. So So Def керувала такими виконавцями, як Bow Wow, Kris Kross, TLC і Ашер.

## Історія
So So Def було засновано в 1993 році як відокремлення від виробничої компанії Дюпрі під тим же ім'ям через спільне підприємство з Sony і Columbia. Його першим гуртом був Xscape, чий дебютний альбом був випущений восени того ж року і став платиновим, як і їхні 2-й і 3-й альбоми, випущені в 1995 і 1998 роках. У 1994 році лейбл випустив дебютний альбом Da Brat, який стала першою сольною жінкою-ведучою, яка отримала сертифікат про продажі платинового альбому. У 1996 році Kandi Burruss привернула увагу лейблу до Jagged Edge їхній дебютний альбом "A Jagged Era" був випущений у 1997 році. Пізніше So So Def випустили потрійний платиновий дебютний альбом Lil' Bow Wow у 2000 році. Інші виконавці на лейблі включали: Dem Franchise Boyz, Маестро Харрелл, Ghost Town DJ's , INOJ, J-Kwon, Trina Broussard, 3LW та Ентоні Гамільтон.

## Дистриб'юція
Наприкінці 2002 року дистриб'юторська угода So So Def з Columbia закінчилася. Наступного року Дюпрі переїхав із So So Def до Arista. У той час як багато виконавців So So Def переїхали з лейблом до Arista, Bow Wow і Jagged Edge були змушені залишитися в Columbia, оскільки їхні контракти були в основному з цією компанією. У 2004 році внаслідок повторної консолідації лейблів, спричиненої злиттям колишньої материнської компанії Sony та BMG, So So Def було переведено з Arista на Zomba.